# WHIO-AM
WHIO (AM) ist ein Radiosender in Dayton, Ohio. Er gehört der Cox Enterprises und sendet auf Mittelwelle 1290 kHz ein News-/Talk-Format.
Das Programm besteht aus Übernahmen von Fox News Radio, dem Westwood One Network und Premiere Networks.
Die Studios befinden sich in der 1611 South Main Street in Dayton zusammen mit anderen Sendern des Unternehmens: WHIT-FM, WHIO-WHKO, WZLR, Channel 7 WHIO-TV und den Dayton Daily News im Cox Media Center. Cox-Radio besitzt etliche Sender auf dem Radiomarkt von Dayton.
2014 erhielt WHIO zwei Emmy Awards in unterschiedlichen Kategorien.